# 아트라진
아트라진(영어: atrazine)은 제초제에 널리 쓰이는 유기 화합물이다. 인체 건강과 환경 유해성 때문에 유럽 연합에서는 사용이 금지되었지만 전 세계적으로 가장 널리 쓰이는 제초제 가운데 하나로 자리잡혀 있다. 다른 제초제처럼 다양한 상품명으로 출시된다.

## 제조법
시아누릴클로라이드 에탈아민을 탄산소다 등의 알칼리 존재 하에서 축합하여 2,6-디클로로-4-에틸아미노-트리아진을 제조한다. 여기에 이소프로필아민을 같은 방법으로 축합하면 아트라진이 만들어진다.

## 같이 보기
- 시마진